# Avalokiteśvara
Cette page contient des caractères spéciaux ou non latins. S’ils s’affichent mal (▯, ?, etc.), consultez la page d’aide Unicode.

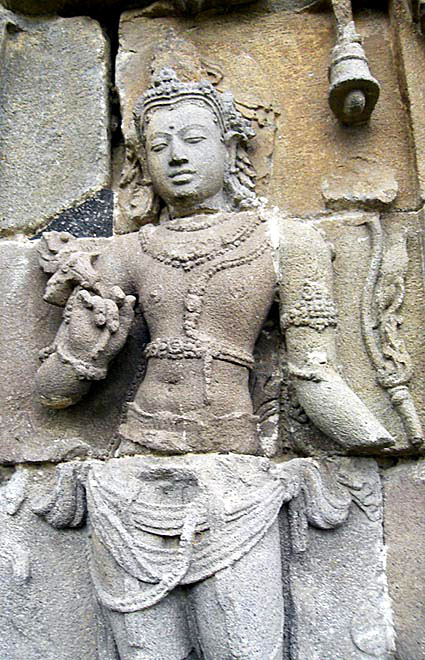
Avalokiteśvara du temple de Plaosan (Java central, Indonésie).

Le bodhisattva Avalokiteshvara (hindi : अवलोकितेश्वर, Avalokiteśvara « seigneur qui observe depuis le haut », chinois : 觀世音, Guānshìyīn ou 觀音, Guānyīn (Guanyin), shanghaïen : Kueu (sy) in, coréen : 관세음, Gwanseeum, japonais : 観音, Kan'non ou Kanzeon, tibétain : Chenrezig, vietnamien : Quán Thế Âm, indonésien : Kwan Im, khmer : លោកេស្វរ, Lokesvara), est sans doute le grand bodhisattva le plus vénéré et le plus populaire parmi les bouddhistes du Grand véhicule. Il est aussi utilisé comme yidam (déité tutélaire) dans les méditations tantriques.
Bodhisattva protéiforme et syncrétique (il peut représenter tous les autres bodhisattvas), incarnant la compassion ultime, il peut être féminin en Chine, en Corée, au Japon et au Viêt Nam, sous forme de Guan Yin, toutefois sa forme japonaise, Kannon, a quelquefois des traits masculins.
Il est considéré comme le protecteur du Tibet où le roi Songtsen Gampo et plus tard les dalaï-lamas sont vus comme ses émanations. C'est aussi le cas d'autres tulkou comme le karmapa.
Aussi nommé Padmapāṇi ou Maṇipadmā en sanskrit, il est invoqué par le célèbre mantra du mahayana, Om̐ Maṇipadme hūm (sanskrit : ॐ मणिपद्मेहूम्)[réf. à confirmer].

## Signification
| Nom chinois              | Nom chinois                       |
| ------------------------ | --------------------------------- |
| Pinyin                   | Guān Yīn, Guān Shì Yīn            |
| Wade-Giles               | Kuan Yin, Kuan Shih Yin           |
| Caractères traditionnels | 觀音, 觀世音                      |
| Caractères simplifiés    | 观音, 观世音                      |
| Cantonais                | Kun Yum, Kun Yam, Kun Iam (Macao) |
| Nom japonais             |                                   |
| Kanji                    | 観音, 観世音                      |
| Romaji                   | Kannon, Kanzeon                   |
| Nom indonésien           |                                   |
| Indonésien               | Kwan Im, Dewi Kwan Im             |
| Nom coréen               |                                   |
| Nouvelle romanisation    | Gwan-eum, Gwan-se-eum             |
| McCune-Reischauer        | Kwan-ŭm, Kwan-se-ŭm               |
| Hangul                   | 관음, 관세음                      |
| Hanja                    | 觀音, 觀世音                      |
| Nom vietnamien           |                                   |
| Quốc Ngữ                 | Quan Âm, Quan Thế Âm Bồ Tát       |
| Chữ Nôm                  | 觀音, 觀世音菩薩                  |
| Nom sanskrit             |                                   |
| IAST                     | Avalokiteśvara                    |
| Devanāgarī               | अवलोकितेश्वर                          |
| Nom tibétain             |                                   |
| Écriture tibétaine       | སྤྱན་རས་གཟིགས                        |
| Tibétain                 | Chenrezig                         |
| Wylie                    | spyan-ras-gzigs                   |
| Nom mongol               |                                   |
| Mongol                   | Megjid-Janraiseg                  |

Le nom « Avalokiteśvara » (अवलोकितेश्वर) signifie « le Seigneur qui nous observe ». Il est composé du préfixe "ava" (अव) « vers le bas » + "lokita", (participe passé du verbe "lok" (लोक्)) « voir, regarder (observer) » + "īśvara" (ईश्वर) « Seigneur » = "« Ava-lokita-īśvara » qui devient « Avalokiteśvara » (car suivant la règle du sandhi en sanskrit (externe en l’occurrence), les voyelles « a + ī = e » (अ + इ = ए) , lorsqu’elles sont respectivement lettres finale et initiale de deux mots qui se suivent).
Il semble toutefois que son nom le plus ancien fut Avalokita-svara « qui a observé le son (ou les mots) », comme l’indique sa traduction la plus ancienne en chinois : kuìyīn 闚音 et d’autres telles que Guanyin, ainsi qu’un manuscrit sanskrit du Ve siècle. La forme chinoise 觀世音 Guānshìyīn, par exemple utilisée par Kumarajiva dans sa traduction du Sutra du Lotus, et qui se traduirait en sanskrit par « *Avalokita-loka-svara », « qui a observé le son du monde », n’est confirmée par aucune source sanskrite ; une hypothèse émise par Lokesh Chandra est que les traducteurs chinois ont voulu expliciter loka qui pouvait être implicite dans avalokita en sanskrit. Selon Chandra, le glissement de svara en īśvara pourrait être dû à une influence shivaïte. En 646, le célèbre pèlerin et traducteur Xuanzang expliqua que l’on devrait traduire par Guānzìzài 觀自在 (zizai signifie Īśvara), ce qui indique qu'Avalokiteśvara était la forme prévalent à son époque. Selon Seishi Karashima, svara signifiait en gandhari aussi smara, « pensée » et Avalokitasvara « celui qui observe les pensées » et ce sens de svara dans cette langue moyenne-indienne (un prakrit) fut oublié lors de la traduction ultérieure des textes en sanskrit,.
Dans son nom en tibétain, Chenrézig, Chen signifie l'œil, ré le coin de l'œil et zig voir.

## Premières représentations d'Avalokiteśvara
Les premières représentations d'Avalokiteshvara datent d'après Jésus Christ et suivent de près les premières représentations humaines de Bouddha. Elle semblent apparaître en Inde dans la seconde moitié du IIe siècle, dans l'art gréco-bouddhique  du Gandhara et dans l'art kusana de Mathura. Dans le Gandhara sous domination kouchan il est paré et vêtu comme un prince, le traitement du drapé suit peu ou prou les motifs en vigueur dans le monde hellénistique, dont le Gandhara est l'ultime héritier, à ses confins. Au centre de la coiffure figure le dhyâni-buddha Amitābha.

## Représentations dans les pays d'Asie

### En Chine: Guanyin

#### Chine continentale
À la suite de sa pénétration en Chine, Avalokiteśvara a fait l'objet d'une féminisation de plus en plus fréquente, devenue définitive sous les Song. C'est aussi principalement sous forme féminine qu'il s'est implanté au Japon. Importante déité en Chine, Guanyin y a joint à sa nature de bodhisattva celle d'une déesse de la religion populaire, comptée par le taoïsme au nombre des immortels. Elle est invoquée comme protectrice dans la vie quotidienne, particulièrement en faveur des enfants et des marins, et comme libératrice spirituelle des trépassés ou des âmes égarées. Sur le continent chinois, son lieu de culte le plus renommé est Pǔtuóshān 普陀山 dans le Zhejiang. On lui attribue le Dàbēizhòu 大悲咒, « incantation de la grande compassion » (sanskrit:Nilakantha Dharani) , qui permet de libérer les âmes en peine.
Avalokiteśvara est également présent dans le monde chinois sous sa forme tibétaine car le bouddhisme tantrique tibétain y a de nombreux adeptes.

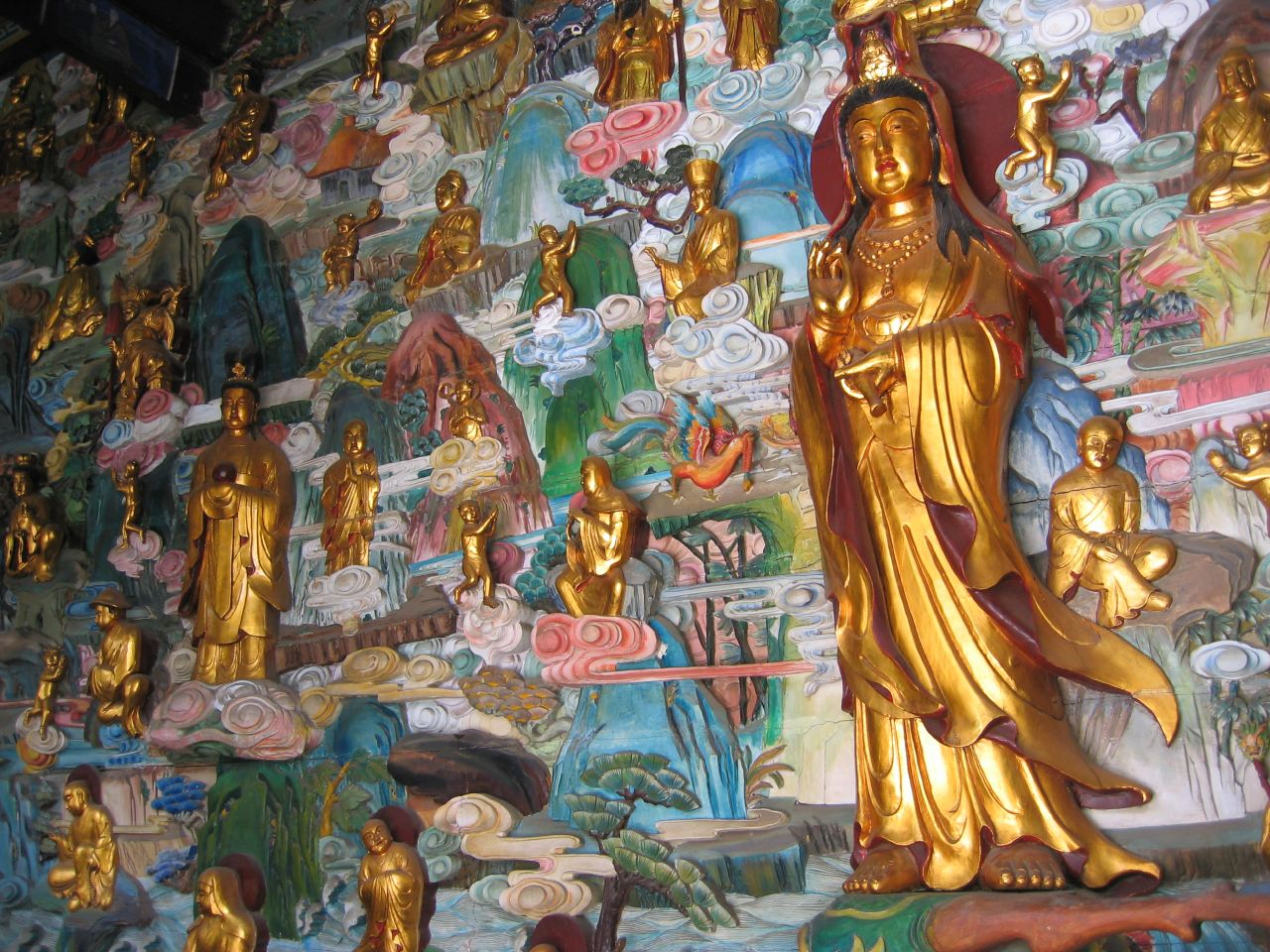
Le bodhisattva Avalokitesvara Guanyin, représentation chinoise au temple Da Ci'en, à Xi'an, d'époque Tang près de la Grande pagode de l'oie sauvage.
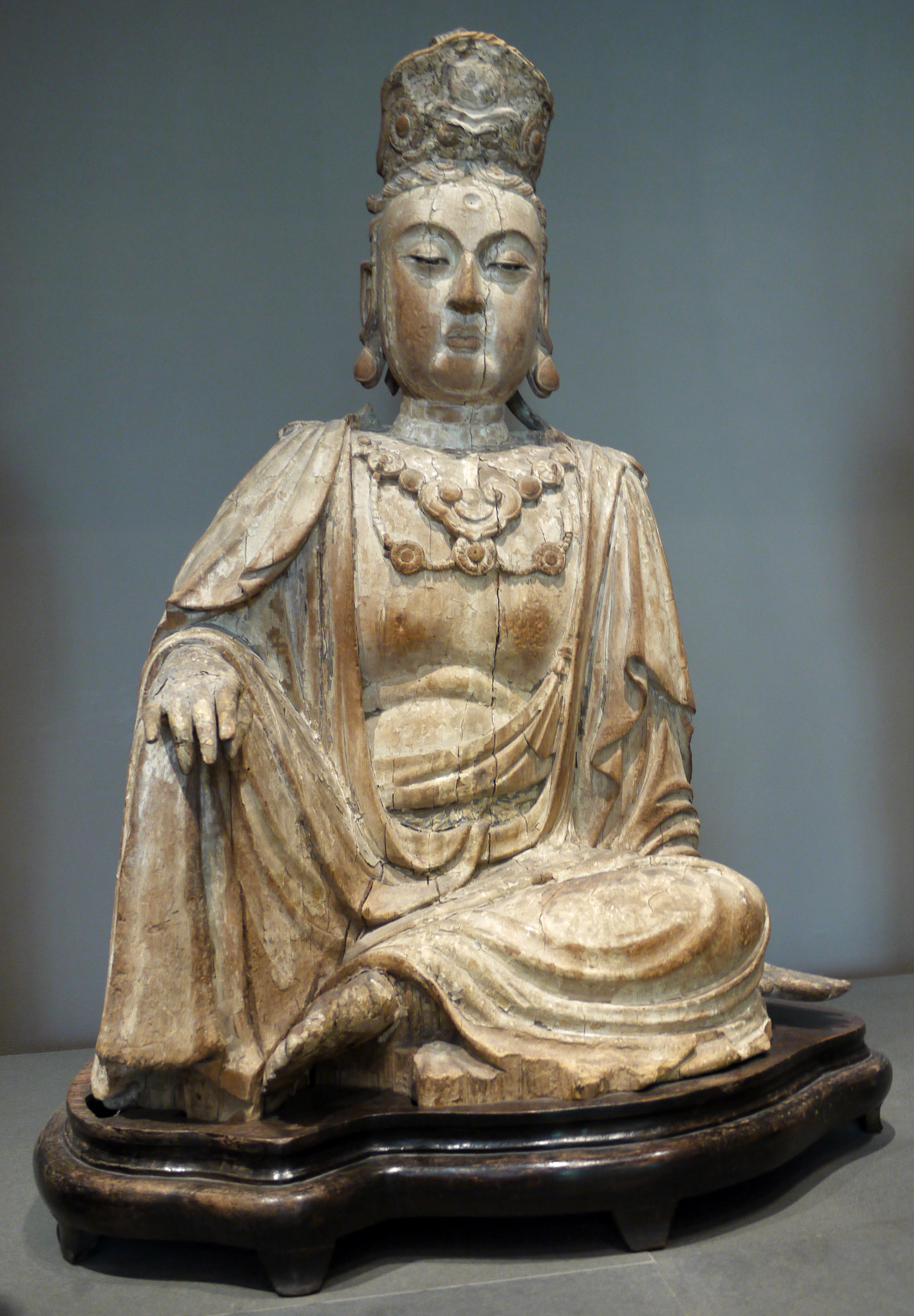
Le bodhisattva Avalokiteshvara Guanyin, assis en position de délassement, bois, XIVe s., musée Cernuschi, Paris.

##### Au Tibet: Tchenrézi
Tchenrézi (spyan ras gzigs) est le nom tibétain d'Avalokiteśvara; bouddha pleinement éveillé et corps de gloire d'Amitabha, il prend l'aspect du bodhisattva de la compassion ; le dalaï-lama et le karmapa en sont considérés comme des émanations. Il est invoqué de façon universelle par les bouddhistes tibétains, notamment par la récitation du mantra om mani padme hum ,. Thukje Chenpo qui signifie « grande compassion » est un autre nom d'Avalokitesvara.
Il existe sous plusieurs aspects, à 2, 4 ou encore mille bras, un ou onze visages, seul ou en union avec une parèdre, etc., selon les Tantras auquel il est associé. Différents aspects sont indiqués par Patrul Rinpotché dans son Trésor du cœur des êtres éveillés .
Selon Lama Anagarika Govinda, dans la mystique tibétaine, « Avalokiteśvara, le tout-compatissant, dont le mantra OM MANI PADME HÛM constitue la plus haute expression de cette sagesse du cœur qui descend courageusement dans les profondeurs du monde et même dans les abîmes infernaux pour transmuer le poison de la mort en l'élixir de vie. Cependant Avalokiteśvara prend lui-même l'aspect de Yama, Dieu de la mort et Juge des morts, pour faire du fini le réceptacle de l'infini, le transfigurer dans sa lumière, le sanctifier et le libérer de la morte rigidité de l'isolement hors de la grande vie de l'esprit. »

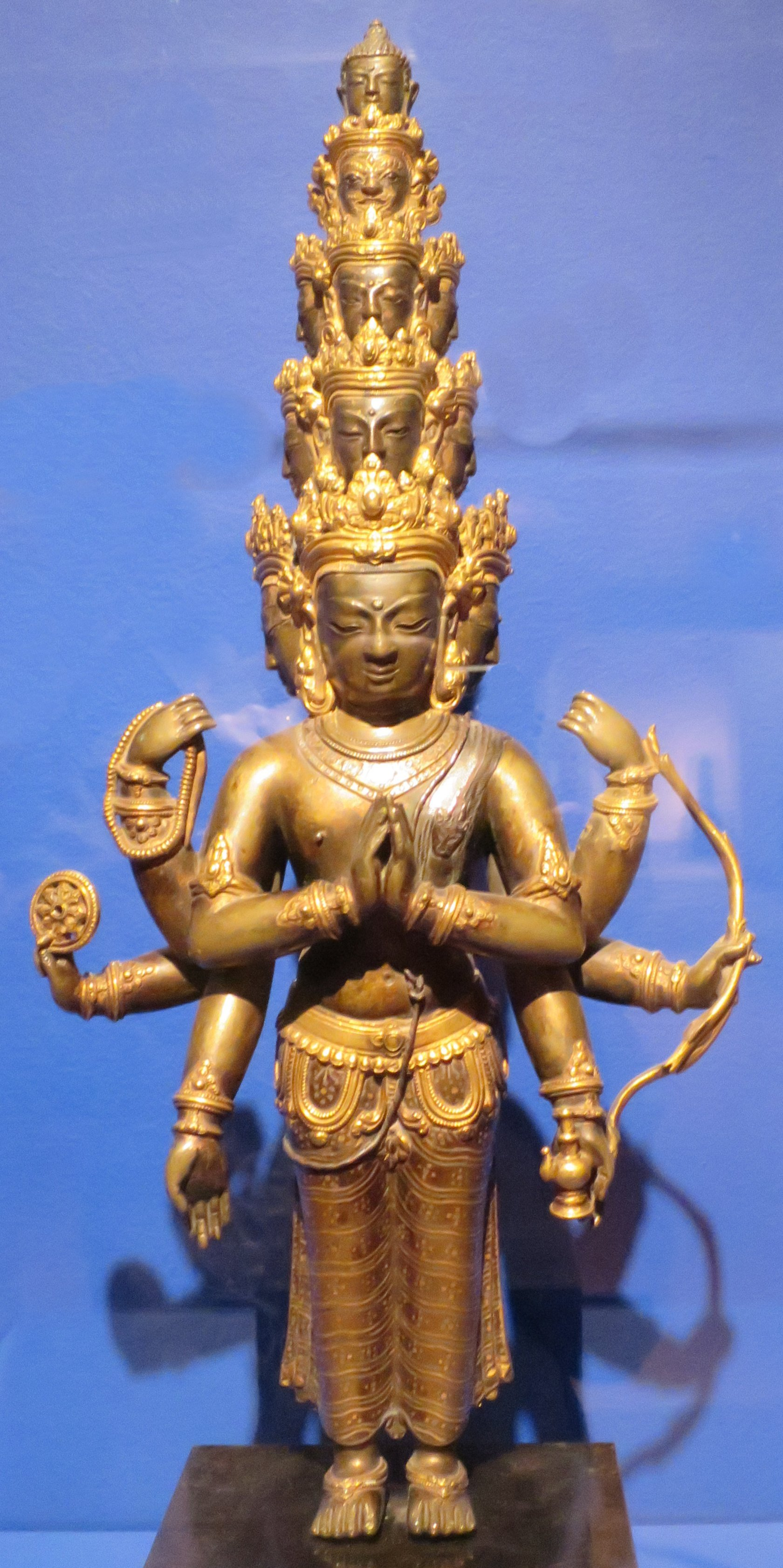
Avalokiteśvara à onze têtes, Tibet, XVIe siècle.

##### En Mongolie
Adaptes du bouddhisme vajrayana, après les invasions mongoles du Tibet, à l'époque de l'Empire mongol, puis de la Dynastie Yuan, au XIIIe siècle, Avalokiteśvara y est appelé en bouriate Ariyaa baala bouriate de Russie : Арьяа-Баала).

#### Taïwan
Dans le monde chinois, et particulièrement à Taïwan où la pratique religieuse n'a pas subi d'entraves politiques, Guanyin est une des déités vers lesquelles on se tourne le plus souvent pour demander secours. En 1981, sur l'île de Formose, elle comptait 572 temples, un peu plus que la grande déesse taïwanaise Mazu.
Seule une partie de ces temples est exclusivement bouddhique (sì 寺) ; la plupart appartiennent au grand réseau des temples de la religion populaire. Le mode de culte dépend de l’administration du temple, prise en main tantôt par des bonzesses, tantôt par des laïques. Certains ne gardent de bouddhique qu'un espace à l’arrière du bâtiment réservé à la lecture des soutras, alors que dans la salle principale on pratique divinations, exorcismes, ou incinération de papier-monnaie ; les offrandes alimentaires y sont au moins en partie carnées ; la déesse, comme toutes les divinités chinoises, fait sa tournée d'inspection de la « paroisse » lors des fêtes. Les statues de différents temples sont parfois liées entre elles par des relations hiérarchiques ou de parenté exprimant les relations sociales entre les communautés de fidèles ou les administrateurs des temples.
Dans les temples bouddhiques, Guanyin a typiquement l'aspect d'un bodhisattva « standard » vêtu d'un drapé lâche, en méditation les yeux mi-clos sur un lotus aux côtés des bouddhas, et son physique féminin est peu accentué. Dans les autres temples, son aspect féminin est évident ; elle porte parfois un costume de dame noble au lieu de la robe ample habituelle ; son visage peut être paré de couleurs humaines (joues roses) ou semblable à celui des divinités populaires (noir par ex.) ; elle est souvent debout sur un lotus de dimensions réduites. Elle est accompagnée de personnages du bouddhisme populaire (shàncái et liángnǚ 善才良女, deux convertis exemplaires de chaque sexe, ou les dix-huit luohans -arhat), ainsi que du dieu du sol et de la déesse donneuse d’enfants, occupants habituels des temples populaires. Parfois elle partage son lieu de culte avec une autre divinité importante.
Dans presque tous les cas, elle est vêtue de blanc et tient en main la bouteille contenant l’eau qui purifie, une branche de saule (plante apotropaïque en Chine) ou un sūtra, à moins que sa main vide ne fasse un geste bouddhique de protection. Une autre caractéristique commune à presque tous ses lieux de culte est leur fonction de secours aux trépassés : on peut y trouver des tablettes ancestrales ou même des cendres funéraires. Guanyin, que la tradition populaire fait régner avec Amitabha sur le paradis de la « Terre pure d’Occident », joue un rôle important lors du pudu, cérémonie de libération accompagnée d’un festin offert aux âmes errantes lors de la Fête des fantômes.

### En Corée: Gwanseeum-bosal, Gwaneum

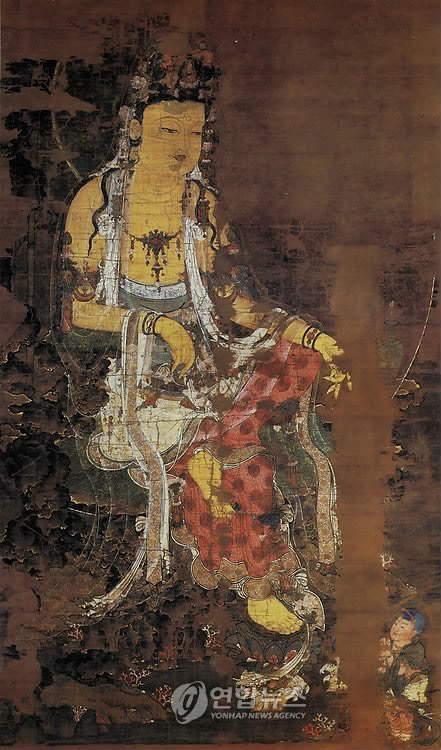
Suwol Gwaneum bosal (수월관음도) fait en Corée, époque de Goryeo.

En coréen, Avalokitesvara est connu sous différents noms : Gwanseeum (관세음), Gwaneum (관음), Gwangseeum (광세음), Gwanjajae (관자재), Gwansejajae (관세자재) etc. Gwanjajae est la traduction la plus proche du mot sanskrit avalokiteśvara, mais Gwanseeum est l'appellation la plus célèbre (provenant du chinois Guanshiyin) et accompagnée de bosal (보살) qui signifie bodhisattva.
Le nom se décompose en Gwan (voir, observer), Se (monde), Eum (sons). Gwanseeum (Gwaneum en abrégé) veut donc dire « [Celui qui] écoute les sons du monde ». Aussi, lorsqu’on invoque son nom de tout son cœur, Gwanseeum-bosal est censé entendre ces prières et délivrer de toutes les souffrances.
En Corée, Gwanseeum est le plus populaire de tous les grands bodhisattvas, et il représente surtout la compassion ultime pour tous les êtres vivants. L'expression « croyance en Gwaneum » (관음신앙) exprime bien sa popularité.
Selon le Sutra du lotus si l’on garde bien son nom et qu'on l’appelle avec ferveur, on ne sera pas brûlé dans un grand feu, ni noyé, ni tourmenté par les mauvais esprits. Couteaux, bâtons, menottes, boulets, tous seront brisés. Gwanseeum libère non seulement tous les cœurs des êtres de l'angoisse et de la peur, mais il libère aussi des trois poisons que sont la convoitise, la colère et l’ignorance (à savoir l'ignorance de la loi du bouddha qui laisse les êtres sans lumière (coréen:무명 moumyeong).
Il est dit que grâce à Gwanseeum, on aura un enfant, fils ou fille selon ce qu'on désire. Tous les êtres peuvent donc atteindre la grande libération (해탈, éveil ou nirvana), s'ils gardent son nom tout le temps, lui rendent hommage et le prient de tout leur cœur.

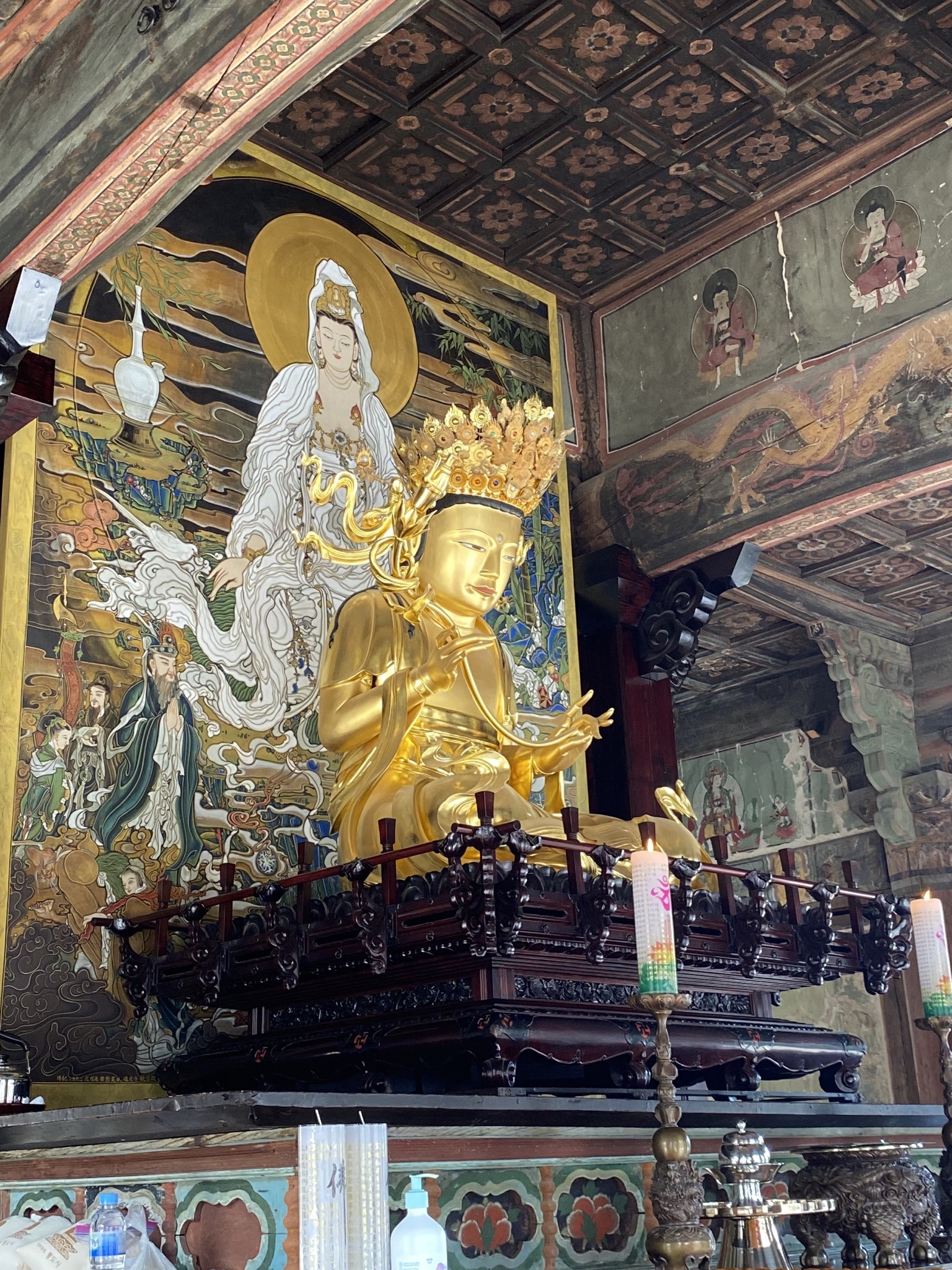
Statue et portrait de Gwaneum, temple de Tongdosa, Yangsan.

#### Représentations
Gwanseeum-bosal tient en général une fleur de lotus en bouton dans la main gauche, et une vase rituel contenant une eau purifiante (coréen 감로병, 정병 淨甁, sanskrit Kundika) dans la droite. Le lotus symbolise la nature de bouddha gardée en tout être (sattva). Sous sa forme pleinement épanouie, il signifie la réalisation de la bouddhéité, tandis qu'à l'état de bourgeon il figure l'épanouissement de cette nature du bouddha dans un futur libre de toute angoisse. Quant à l’eau du vase, elle purifie les êtres, les soulage de toutes les maladies, douleurs et angoisses, et elle symbolise ainsi l'immortalité.
À la différence des autres bodhisattvas, au centre de la coiffure de Gwaneum, on trouve en général la représentation du bouddha Amitabha.

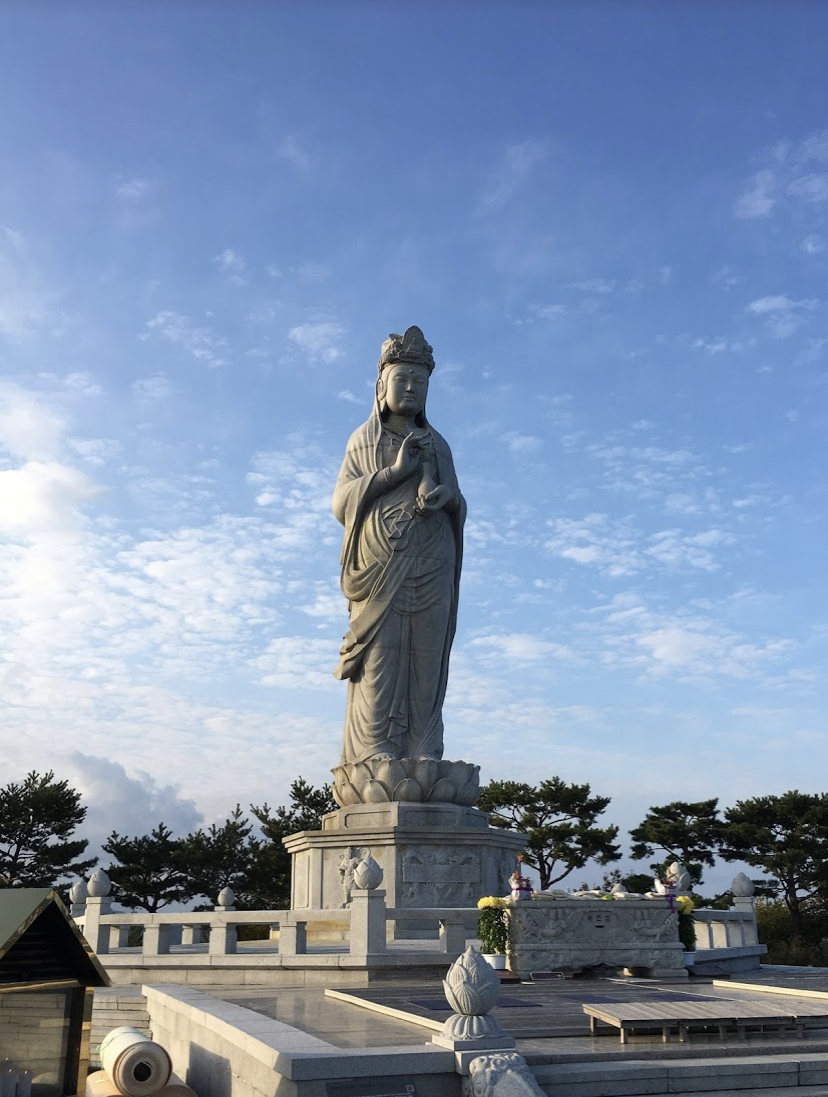
Statue en pied de Gwaneum destineé à protéger la mer de l’Est. Temple de Naksansa, Yangyang.

Il sauve les êtres qui se montrent persévérants, en prenant notamment corps sous trente-trois formes différentes.
En Corée, les six Gwaneum les plus connus sont: 
- Seong-Gwaneum (coréen 성관음, sanskrit Aryavalokitesvara) : Avalokitesvara.
- Cheonsu-Gwaneum (coréen 천수관음, sanskrit Sahasra-bhuja Sahasra-netra) : Avalokitesvara aux mille bras et mille yeux, qui voit tout et aide tous les êtres. Représenté souvent avec 42 bras tenant chacun un objet symbolique de 42 mantras[23].

- Sibilmyeon-Gwaneum (coréen 십일면관음, sanskrit Ekādaśamukha) : bodhisattva à onze visages qui permettent d'enseigner aux êtres. On a un bouddha au centre, trois bouddhas généreux devant, trois en colère à gauche, trois sourires à droite, un grand rire derrière.

- Yeoeuiryun-Gwaneum (coréen 여의륜관음, sanskrit Cintāmani-cakra): tient une perle magique (coréen 여의주 Yeouiju, sanskrit Chintamani) qui réalise un vœu et une roue de joyaux qui symbolise la mise en mouvement du dharma, et donc la prédication.

- Madu-Gwaneum (coréen 마두관음, sanskrit Hayagrīva) : bodhisattva à tête de cheval en colère, destiné à effrayer les mauvais esprits

- Junje-Gwaneum (coréen 준제관음, sanskrit Cundi') : la mère de tous les bouddhas, symbole de pureté.

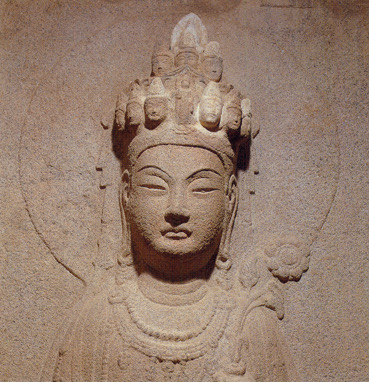
Statue sculptée de Sibilmyeon-Gwaneum. Grotte de Seokguram à Gyeongju, milieu du VIIIe siècle. Trésor National numéro 24.

On ajoute souvent à cette liste un septième bodhisattva, Bulgonggyeonsak-Gwaneum (coréen 불공견삭관음, sanskrit Amoghapāśa), qui a un filet de pêche en main pour sauver les êtres. De toute la série, Seong-Gwaneum est la forme principale, et les autres sont ses émanations. Toutefois, Sibilmyeon-Gwaneum, Cheonsu-Gwaneum, ainsi que Yangryu-Gwaneum (coréen 양류관음, avec une branche de saule en main, symbole de guérison et de réalisation des vœux, apparaissent le plus fréquemment dans l’histoire coréenne.

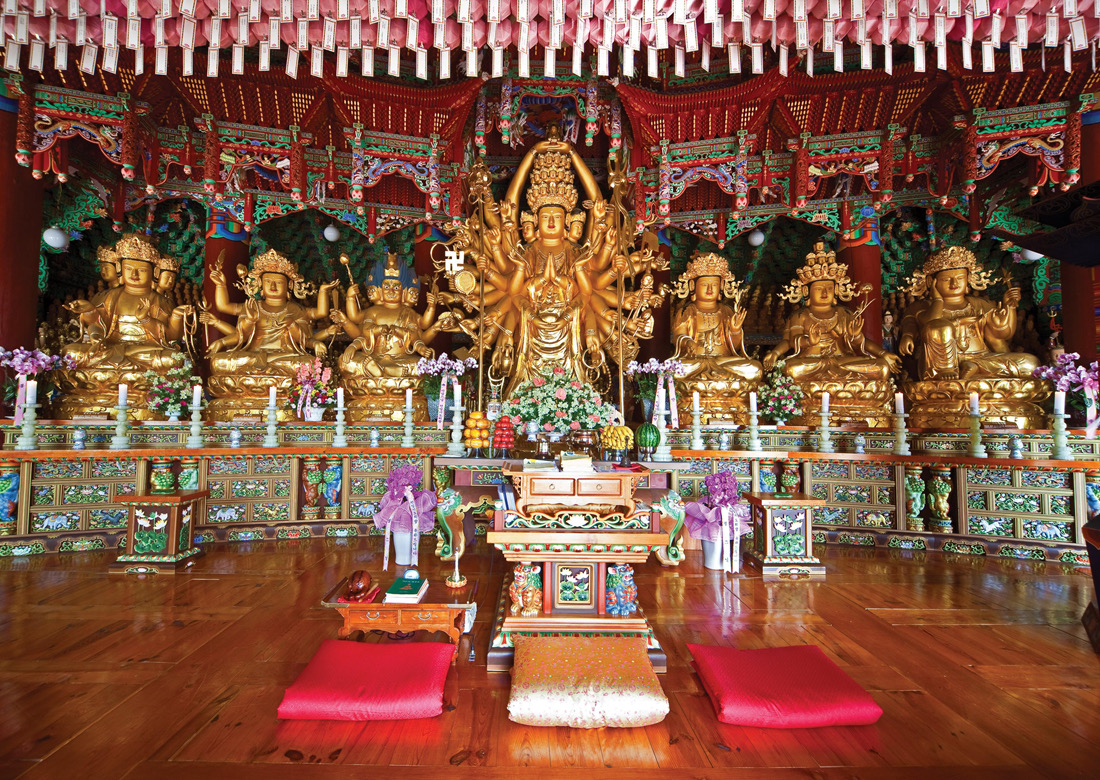
Sept statues de Gwaneum, temple de Naksansa, Corée.

En Corée, la croyance en Cheonsu-Gwaneum se répand à partir du viiie siècle environ, avec beaucoup d’histoires miraculeuses, comme celle de l’enfant aveugle qui a retrouvé la vue grâce à Gwanseeum-bosal. Après l’époque Goryeo (고려), cette croyance se généralise encore plus avec le soutra Cheonsu-gyeong (천수경) qui existe uniquement en Corée, ainsi que des mantras célèbres comme le Mantra de la Grande compassion (coréen 신묘장구대다라니, sanskrit Nilakhanta Dharani). Ce soutra s’utilise surtout lors des prières, et cela dans la plupart des temples jusqu’à aujourd’hui.

#### Croyance en Gwaneum dans l’histoire de la Corée

##### ÉpoqueBaekje(18 av. J.C. - 660)
La croyance en Gwaneum en Corée apparaît à l’époque des Trois Royaumes, à la fin du vie siècle environ. Selon le sutra intitulé Histoires miraculeuses de Gwanseeum de Yukgwa (육과, chinois 陸果), le moine Baljeong (발정, 發正) s’est rendu au temple populaire de Gwaneum en Chine, dans la région de Wolju (chinois 越州地方), entre 502 et 519.

En 583, un autre moine, Illa (일라, 日羅), est allé au Japon afin de parler de Gwanseeum-bosal au prince Shōtoku. En 595, les Japonais ont chargé un artisan coréen de faire une statue de Gwaneum. Gwaneum est la principale statue du temple Hyakusai-ji (coréen 백제사 Baekje-sa, 百濟寺 ), et elle montre bien la croyance en ce bodhisattva qui a été transmise au Japon et qui est devenue très populaire à cette époque.

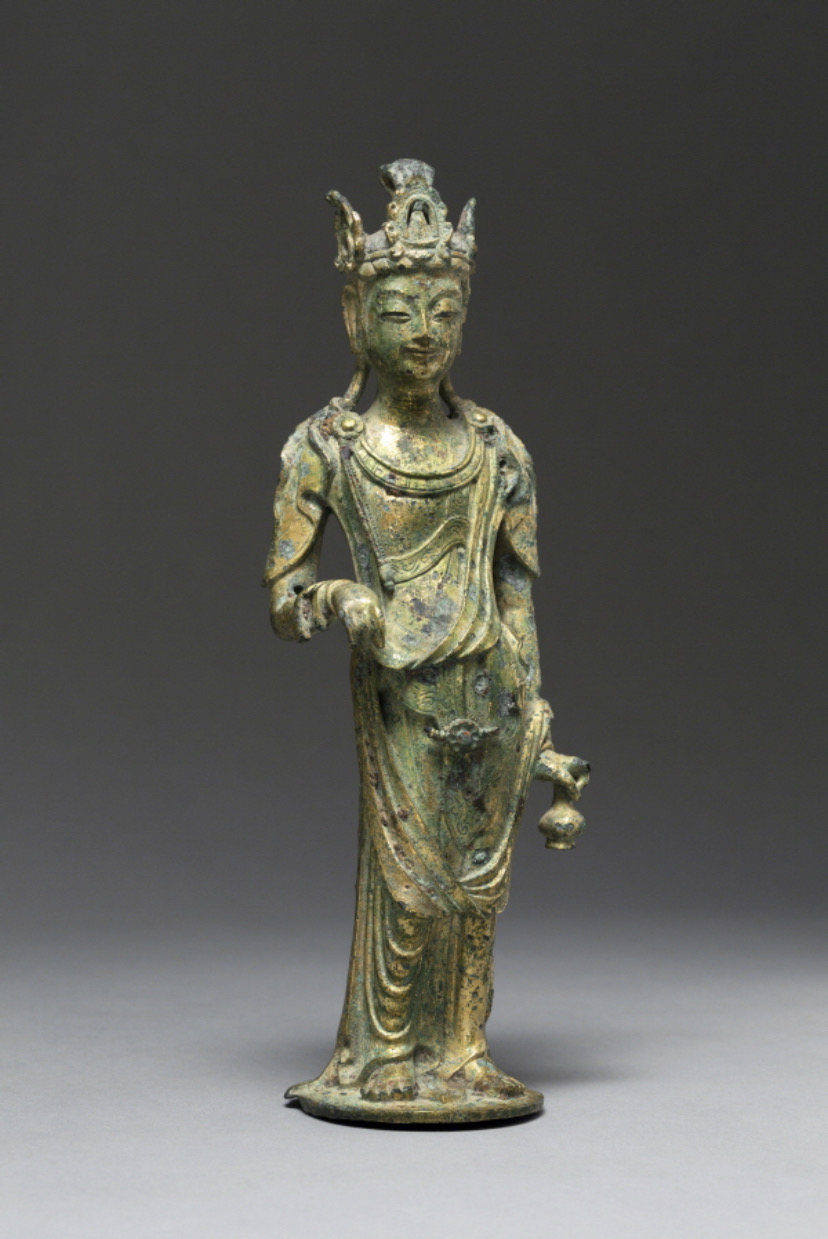
Statue en pied de Gwaneum dont le sourire en fait un chef-d'œuvre. Bronze doré caractéristique de l’époque Baekje.

##### ÉpoqueSilla(57 av. J.C. - 935)
Après avoir produit mille statues de Gwaneum et fait la prière, Sopanmulim (un ministre de la reine Jindeok) a un fils qui prendra le nom de Jajang et deviendra un grand moine en Corée. Jajang joue un rôle important pour faire de Silla un royaume bouddhiste.
Cependant celui qui a développé la croyance en Gwaneum dans le pays, est un autre grand moine du nom de Uisang. Il se rend en Chine, et à son retour en Corée, il prie dans une grotte auprès de la mer de l’Est pour voir Gwanseeum-bosal. Après sept jours, il lance son coussin de méditation dans la mer, après quoi les huit dieux, par exemple le dragon du ciel (천룡, Naga en pali), lui donnent un chapelet en cristal et une perle magique qui réalise un vœu (여의주 Yeouiju, Chintamani). Cependant, il ne voit pas Gwanseeum-bosal. Alors, il prie encore sept jours de plus, à la suite de quoi il voit enfin Gwaneum. Celui-ci lui dit de construire un temple en un lieu où une paire de bambous (coréen 쌍죽, chinois 雙竹) pousse. Uisang bâtit alors le temple Naksansa, l’un des trois lieux saints de Gwaneum, avec une statue du bodhisattva, et il y laisse le chapelet en cristal et la perle.
Le grand moine Wonhyo, qui voulait aussi voir Gwaneum, échoue parce que la mer était très agitée. Mais il voit enfin Gwanseeum-bosal, après la prière au mont Geumsan au sud du pays. En 683, il bâtit un temple d'abord appelé Bogwang-sa, avant qu'il ne prenne le nom de Boriam, qui est un autre des trois lieux saints de Gwaneum.

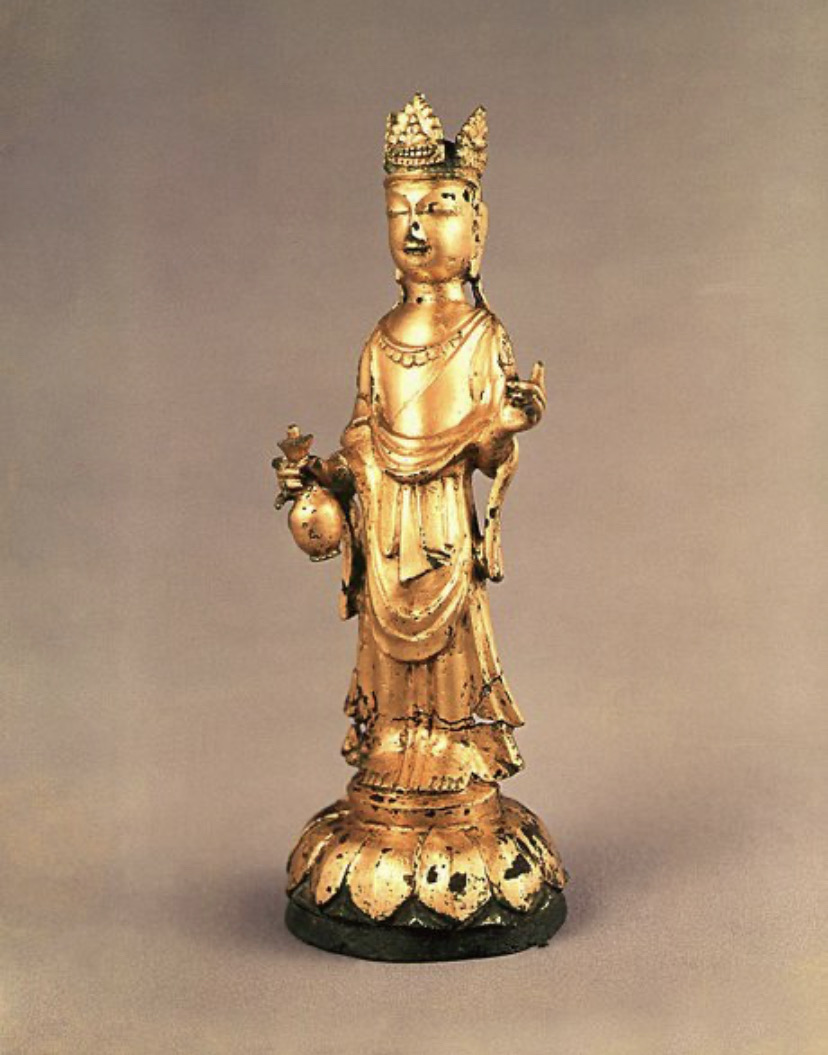
Statue en pied de Gwanseeum-bosal en bronze doré. Époque de Silla. Trésor National n° 127, musée national de Corée

##### ÉpoqueGoryeo(918 - 1392)
Au début de l’époque Goryeo, le moine Hoejeong (회정) rend célèbre le temple Bomun-sa à Ganghwa, sur la côte Ouest, après y avoir vu Gwanseeum-bosal.
En 1185, dès que Yujaryang, un fonctionnaire de l'État, rend hommage à Gwaneum devant sa grotte à Naksan-sa, quand tout à coup un oiseau bleu surgit et laisse tomber une fleur. Aujourd’hui, on continue à dire que si l’on y prie avec passion, alors l’oiseau bleu (l’oiseau d’Avalokitesvara, 관음조) apparaît.
Dans le premier tiers du xiiie siècle, l’époque du roi Chungsuk, la publication par le moine Yowon du livre intitulé Beaophwa Yeongheom-jeon (법화영험전, 法華靈驗傳) contenant une centaine d'histoires miraculeuses montre bien que la croyance en Gwaneum se répandait de plus en plus.

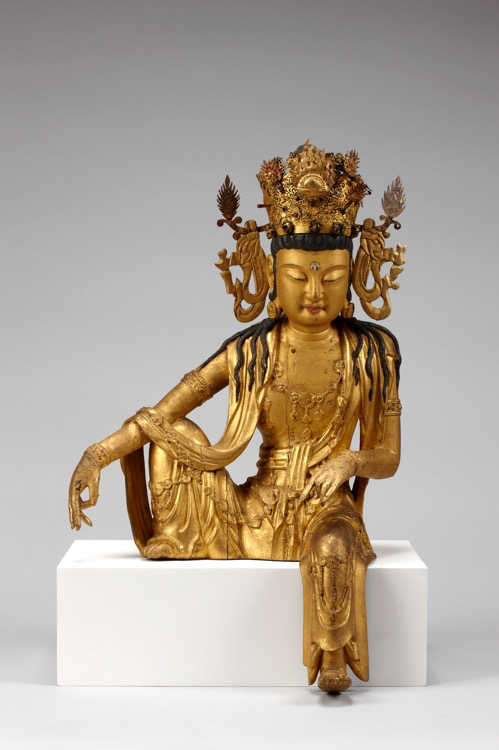
Gwaneum assis. Sculpture en bois. Époque de Goryeo. Musée national de Corée.

##### Période Joseon(1392 - 1897)
Avant de devenir le premier roi de la dynastie Joseon sous le nom de Taejo, Yi Seonggye pria Gwaneum durant cent jours dans le temple Bogwang-sa. Après cela, Gwanseeum-bosal lui remet, au cours d'un rêve, le Gumcheok (금척), instrument d’or magique en forme de règle qui guérit un malade ou redonne la vie à un mort. À titre d'action de grâce pour son accession au trône, Yi Seonggye rebaptise une montagne du nom de Geumsan (금산, Montagne d’or), afin qu’elle reste telle quelle, même après dix millions d’années.
En 1660, le temple du temple prend le nom de Boriam (보리암), et il est élevé au statut de temple royal (원당 Wondang). Aujourd’hui si l'on invoque Gwaneum de tout son cœur à cet endroit, on obtient la grande libération, l’éveil.
On raconte encore de nombreuses histoires miraculeuses sur ce temple, comme celle des trois religieuses bouddhistes Myoryeon, Boryeon, Beopryeon qui joueront un rôle important lors d’une grande victoire au cours de l’invasion japonaise de 1592 (Guerre Imjin, 임진왜란), en aidant le général Yi Sunsin à bâtir un bateau couvert d'un toit, à l’origine des bateaux tortue (Geobukseon 거북선).
La prière à Cheonsu-Gwaneum a duré jusqu'à la fin de la période Joseon, et elle perdure aujourd'hui.

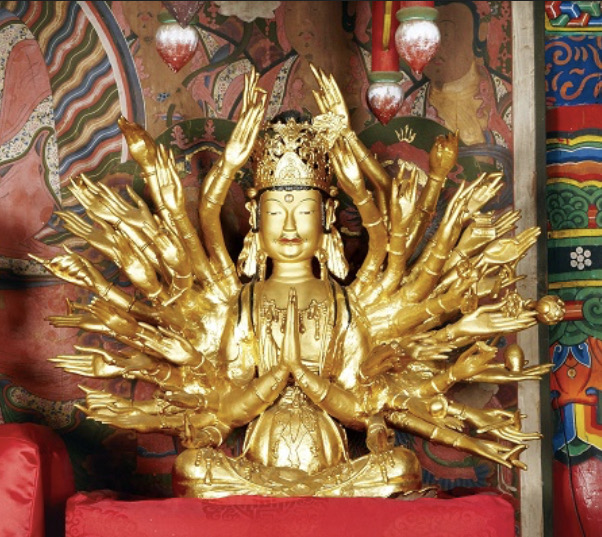
Statue en bronze doré de Cheonsu-Cheonan-Bosal. Début de la période Joseon. Temple de Heungcheon-sa, Séoul. Trésor national n° 1891.

#### Lieux saints de Gwaneum
Les lieux saints de Gwaneum les plus célèbres de la Corée sont les trois temples de Honglyeon-am (la grotte où Uisang a vu Gwanseeum-bosal après la prière) au temple Naksansa à Yangyang sur la côte Est, de Boriam à Namhae sur la côte Sud , et de Bomunsa à Ganghwa sur la côte Ouest . 

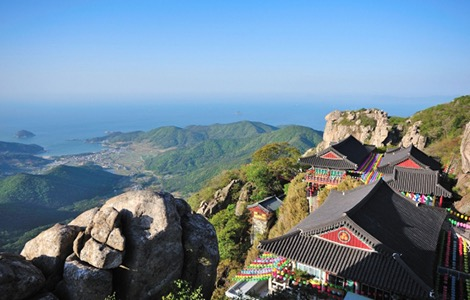
Temple de Boriam à Namhae, Corée du Sud. Un des trois lieux saints de Gwaneum.

À ces trois-là, on ajoute souvent Hyangilam à Yeosu. On trouve nombre d’autres lieux dans tout le pays qui ont aussi des histoires sur la réalisation des vœux grâce à Gwanseeum-bosal. On trouve en particulier une liste très populaire de trente-trois lieux saints de Gwaneum.
On peut également relever que dans la plupart des temples coréens, on a construit des palais indépendants spécialement pour Gwanseeum-bosal au nom de Wontong-jeon ou Gwaneum-jeon.

### Au Japon: Kannon

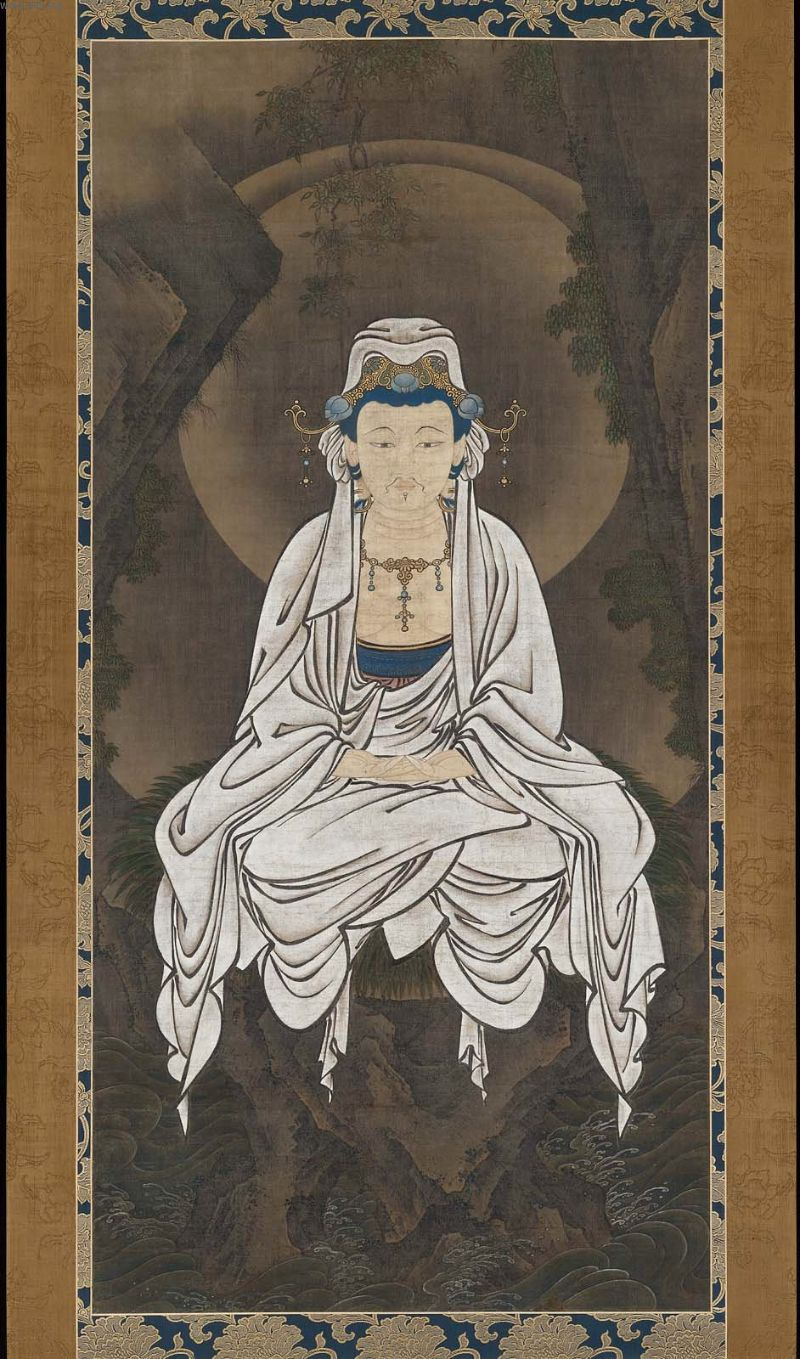
Kannon, représentation japonaise.

Au Japon on compte pas moins de 33 formes de Kannon (Kanzeon, Kanjizaï) qui ont donné lieu à un des pèlerinages les plus célèbres du Japon. La forme principale reprend la forme chinoise de Guanyin, dont il garde la graphie. Il est arrivé avec le bouddhisme chan, après être passé par la Corée, dans la version japonaise du chan, le zen.
Parmi ces 33 formes, six sont plus particulièrement connues et correspondent aux 6 mondes du Kāmaloka :
- Shō Kannon (聖観音, skt Ārya avalokiteśvara?) : forme principale avec un lotus dans une main ;
- Jūichimen Kannon (十一面観音, skt ekadaśa mukha?) : Avalokiteśvara à onze têtes ;
- Senju Kannon (千手観音, skt Sahasrabhuja ārya avalokiteśvara?) : Avalokiteśvara aux mille bras ;
- Nyoirin Kannon (如意輪観音, skt Cintāmaṇi cakra?) : Avalokiteśvara à la roue de joyau qui satisfait tous les désirs ;
- Juntei Kannon (准胝観音, skt Cundī?), « la pure » ou, pour le tendai, Fukūkensaku Kannon (不空羂索観音, skt Amoghapāśa?), Avalokiteśvara au lacet, « Celle qui pêche les humains pour les emmener à l'éveil » ;
- Batō Kannon (馬頭観音, skt Hayagrīva?) représenté avec une tête de cheval dans la coiffure, parfois considérée comme la forme irritée du bodhisattva Bikuchi (skt Bhrikuti), « Celle qui fronce les sourcils ».

Kannon est à l'origine du nom de la société Canon.

### Dans les pays pratiquant le Theravada

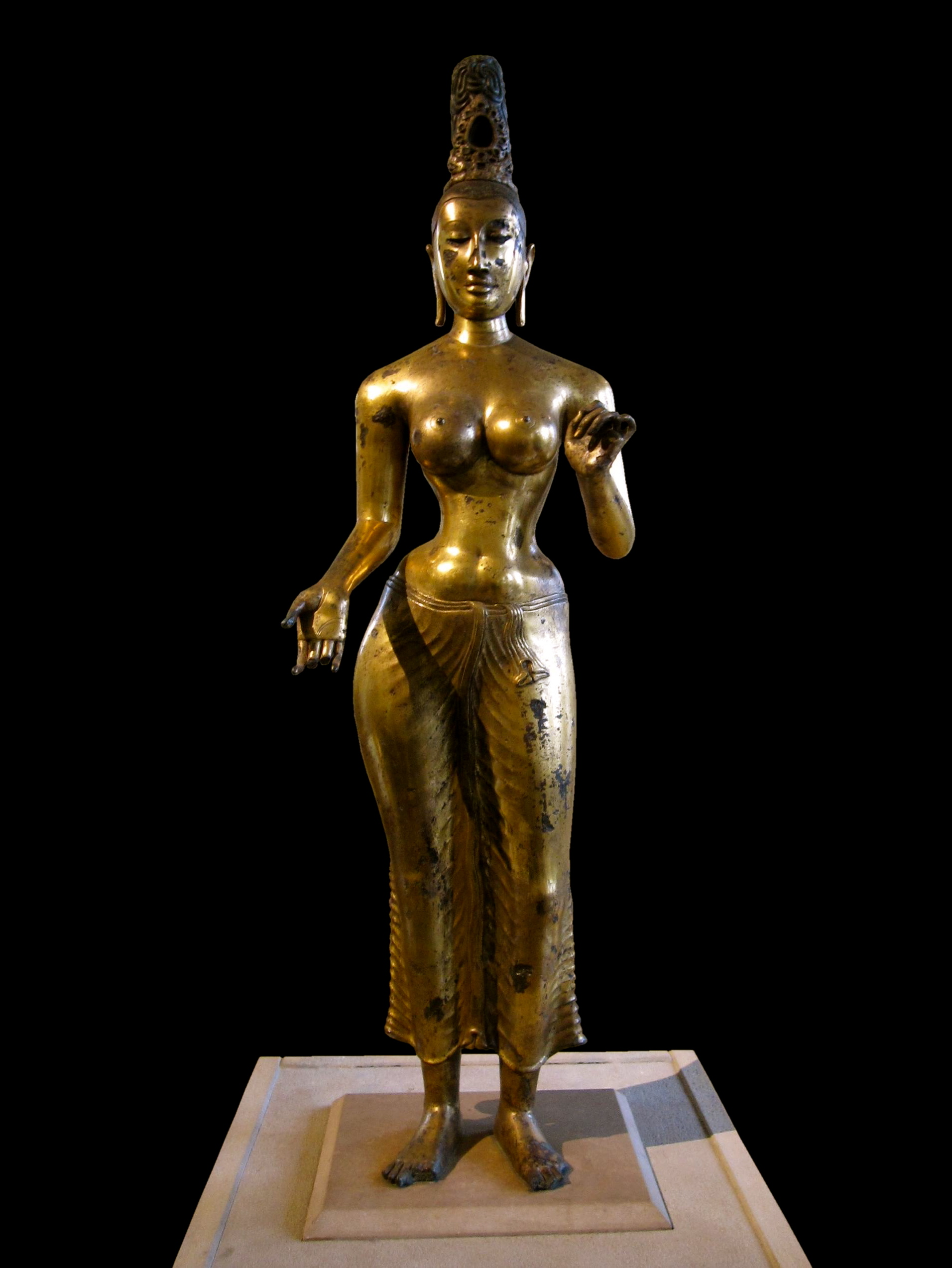
Statue de Tara, parèdre d'Avalokiteśvara qui joue un rôle important en Inde et au Tibet.

Au Sri Lanka, Avalokiteśvara est connu sous le nom de Natha-deva.

#### Féminisation
Sa féminisation a très probablement tout d'abord été spontanée et populaire. Son image dans l'iconographie et la statuaire hindoue ─ visage imberbe aux traits fins, chignon bouclé, embryon de poitrine, silhouette gracieuse, parfois boucles d'oreille et collier ─ très éloignée des représentations masculines chinoises, associée à sa nature compatissante, ont dû décider assez vite de son changement de sexe auprès du fidèle ordinaire. On peut cependant en trouver une justification canonique dans le Sutra de Kāraṇḍavyūha (en) et le Sūtra du Lotus, qui mentionne la capacité du bodhisattva à prendre des aspects multiples ainsi que sa fonction de donneur d'enfant.

#### Légende

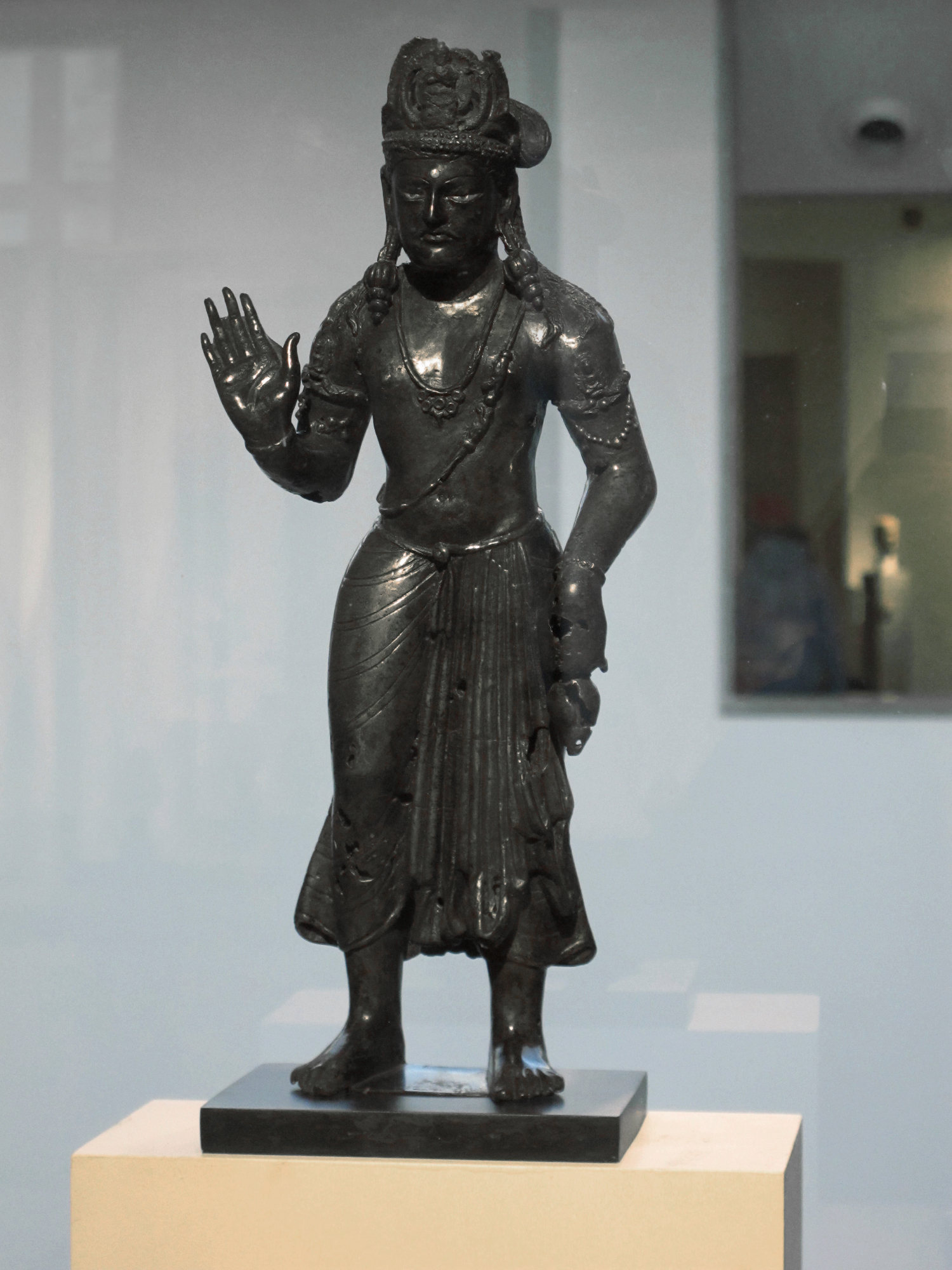
Bodhisattva Avalokiteshvara. (voire plutôt). Gandhara. Bronze, incrustations d'argent, H. 37 cm. Musée Guimet.

Comme toutes les divinités chinoises elle a reçu une biographie terrestre, qui existe en quelques versions différentes, la plus répandue étant celle qui fait d’elle une princesse, elle-même réincarnation d’Avalokiteśvara. La déesse Mazu, qui joue comme elle un rôle de protectrice, est parfois considérée comme un de ses avatars.
La princesse Miàoshàn 妙善 était la fille d’un roi de Sumatra qui avait choisi de devenir nonne plutôt que d’épouser le riche parti choisi par son père. Celui-ci avait ordonné aux moines de la faire travailler jour et nuit afin de la décourager, mais les animaux des alentours vinrent à son secours et elle fut toujours en mesure d’accomplir la tâche demandée, quelle que soit son importance. Exaspéré, son père décida de mettre le feu au monastère. Miaoshan éteignit alors l’incendie de ses mains sans souffrir la moindre brûlure. Son père la fit finalement mettre à mort. Alors qu’elle se dirigeait vers le paradis, elle baissa la tête et vit la souffrance du monde. Elle décida alors d’y rester pour sauver les âmes en détresse.
Une variante de l’histoire offre une explication à l’existence de la « Guanyin aux mille mains et aux mille yeux » (Qiānshǒu qiānyǎn Guānyīn 千手千眼觀音) dont le culte, lancé par l’installation au temple de Xiāngshān 香山 d’une effigie tantrique, date des Tang.
Son père étant tombé malade, la princesse Miaoshan sacrifia ses bras et ses yeux pour demander sa guérison. Aussitôt après son sacrifice, elle apparut brièvement dotée de mille bras et mille yeux avant de retrouver son corps intact.

#### Mantra de Guanyin
Le mantra du bodhisattva Avalokiteśvara (ch. Guānyīn púsà línggǎn zhēnyán 觀音菩薩靈感真言) est :
Om maṇi padme hum.
Mahājñāna cittotpāda,
cittasya na-vitarka,
sarvārtha bhūri siddhaka,
na-purāṇa na-pratyutpanna.
Namo Lokeśvarāya svāhā.
Le mantra de six syllabes du bodhisattva Avalokiteśvara est le mantra le plus connu et le plus récité: Om Maṇi Padme hum.
À Taïwan Guanyin est parfois simplement nommée fózǔ 佛祖, « bouddha-ancêtre », appellation honorifique pour toute divinité issue du bouddhisme. Fozu sans autre précision désigne le plus souvent Guanyin, la plus populaire des déités bouddhiques.
Le tableau ci-contre récapitule les formes que prend son nom dans les divers pays asiatiques où elle est présente. (Quel tableau? Lien?)

#### Similitudes avec leculte marial
L’image de Guanyin offre une certaine ressemblance avec celle de la Vierge Marie; ce fait est parfois exploité dans un but de syncrétisme ou d'œcuménisme (par ex. par l’ONG humanitaire taïwanaise Chuzi, ou les bouddhistes des Philippines). Au Japon sous les Tokugawa, des chrétiens se sont mis à adorer des statues mariales à l’aspect de Kannon (Maria Kannon) pour échapper aux persécutions. Ces statues portent la marque d’une croix à un endroit peu visible.